# Гао Минь (велогонщица)
Гао Минь (кит. упр. 高 敏, пиньинь Gāo Mǐn, род. 26 января 1982, Хэбэй) — китайская шоссейная велогонщица.

## Карьера
Летом 2007 года заняла второе место на чемпионате мира "В" в групповой гонке который проводился в Кейптауне (ЮАР). А в конце сентября выступила в групповой гонке на Чемпионат мира по шоссейному велоспорту 2007 в Штутгарте (Германия).
В апреле 2008 года стал победительницей чемпионата Азии в групповой гонке, проходившем в городе Нара (город) (Япония), опередив на финише японку Михо Оки. В августе была включёна в состав сборной Китая на летних Олимпийских играх в Пекине. На них выступила в двух гонках. Сначала в групповой гонке протяжённостью 126 км заняла 16 место финишировав в группе, уступившей 28 секунд победительнице Николь Кук (Великобритания). А затем в индивидуальной гонке на 23,5 км заняла 17 место, уступив занявшей первое место Кристин Армстронг (США) 2 минуты 23 секунды
В конце ноября 2010 года на Азиатских играх в Гуанчжоу (Китай) заняла 17-е место в групповой гонке.
Принимала участие в гонках проводившихся в рамках Мирового шоссейного кубка UCI и Мирового шоссейного календаря UCI, но успехов не добилась.

## Достижения
2007
 Чемпионат мира "В" — групповая гонка
3-я на Трофе де Стар
16-я на Гранд Букль феминин
2008
 Чемпионат Азии — групповая гонка
Вуэльта Оксиденте
6-я в генеральной классификации
5-я в горной классификации
13-я в очковой классификации
16-я на Олимпийские игры — групповая гонка
17-я на Олимпийские игры — индивидуальная гонка
2009
2-я на Туре Новой Зеландии
7-я на Тур острова Чунмин ITT
2010
17-я на Азиатских играх — групповая гонка

## Рейтинги
| Год                 | 2007  | 2008 | 2009 |
| ------------------- | ----- | ---- | ---- |
| Мировой рейтинг UCI | 162-й | 59-й | 89-й |
|                     |       |      |      |
| Источник: UCI       |       |      |      |